# De ce iubim femeile
De ce iubim femeile este o carte de povestiri scrisă de Mircea Cărtărescu. Cartea se structurează în douăzeci și unu de capitole, douăzeci dintre ele cuprinzând povestioare din viața amoroasă a naratorului, iar cea de-a douăzeci și una, care poartă numele cărții (sau invers), cuprinde motivele pentru care, în viziunea naratorului, bărbații iubesc femeile.